# دونوفان وودز (لاعب كرة قدم أمريكية)
دونوفان وودز (بالإنجليزية: Donovan Woods)‏ هو لاعب كرة قدم أمريكية أمريكي، ولد في 27 يوليو 1985 في أوكلاهوما سيتي في الولايات المتحدة.

## وصلات خارجية
- دونوفان وودز على موقع مرجع كرة القدم المحترفة.كوم (الإنجليزية)